# Senat von Utah

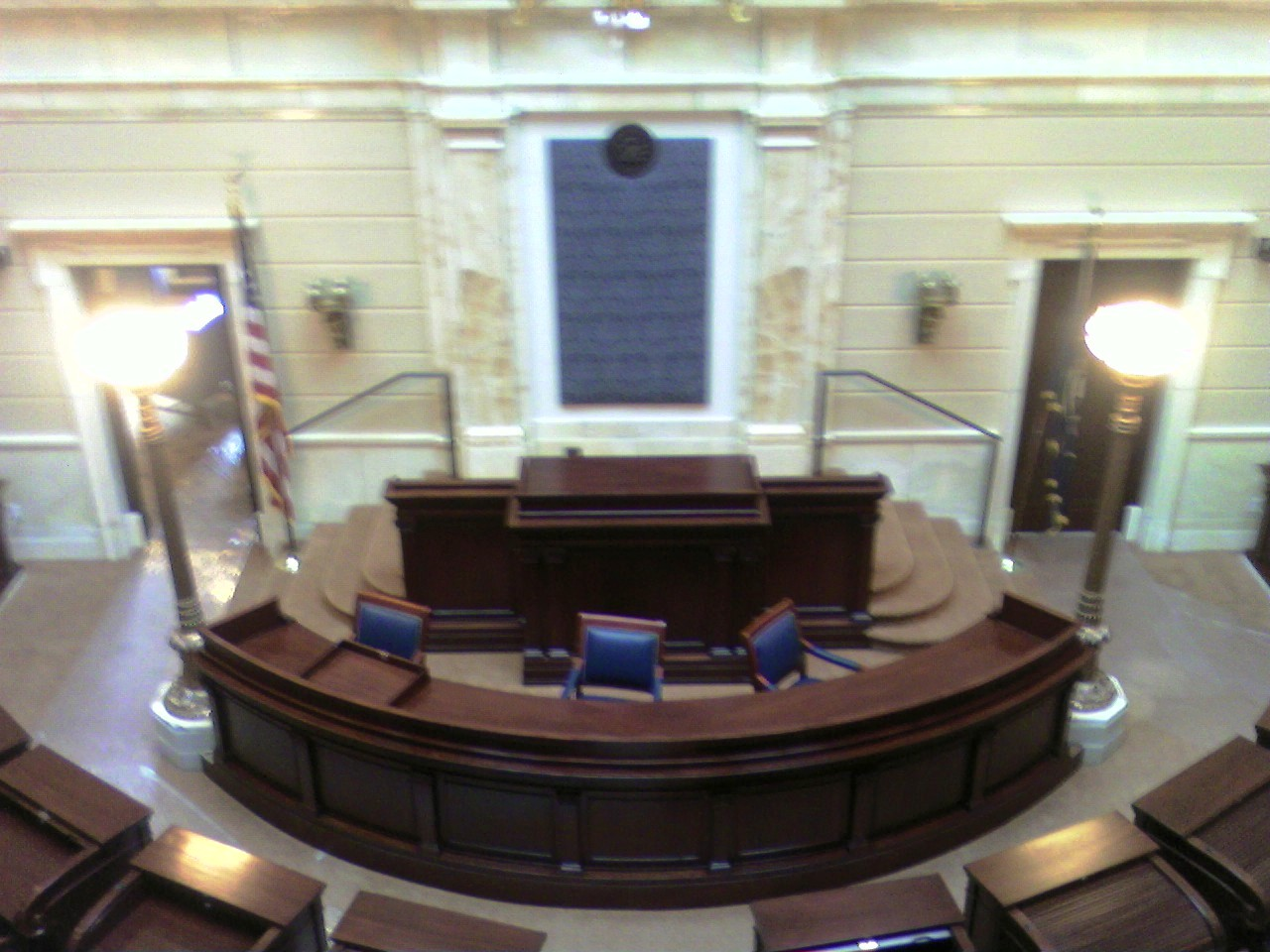
Sitzungssaal des Senats von Utah

Der Senat von Utah (Utah State Senate) ist das Oberhaus der Utah Legislature, der Legislative des US-Bundesstaates Utah.
Die Parlamentskammer setzt sich aus 29 Senatoren zusammen, die jeweils einen Wahldistrikt repräsentieren. Die Senatoren werden jeweils für vierjährige Amtszeiten gewählt; eine Beschränkung der Amtszeiten existiert nicht. Der Sitzungssaal des Senats befindet sich gemeinsam mit dem Repräsentantenhaus im Utah State Capitol in der Hauptstadt Salt Lake City.

## Aufgaben des Senats
Wie in den Oberhäusern anderer Bundesstaaten und Territorien sowie im US-Senat fallen dem Senat von Utah im Vergleich zum Repräsentantenhaus spezielle Aufgaben zu, die über die Gesetzgebung hinausgehen. So obliegt es dem Senat, Nominierungen des Gouverneurs in dessen Kabinett, weitere Ämter der Exekutive sowie Kommissionen und Behörden zu bestätigen oder zurückzuweisen.

## Struktur der Kammer nach der Wahl im Jahr 2022
Der Präsident des Senats ist nicht wie üblich der Vizegouverneur, sondern ein gewähltes Mitglied des Senats. Derzeitiger Senatspräsident ist der Republikaner J. Stuart Adams, 7. Wahlbezirk.
Zum Mehrheitsführer (Majority leader) der Republikaner wurde Evan Vickers, 28. Wahldistrikt, gewählt; Oppositionsführer (Minority leader) ist die Demokratin Luz Escamilla, 10. Wahldistrikt.

## Zusammensetzung
|               | Republikanische Partei | 22    |       |    |
|               | Demokratische Partei   | 6     |       |    |
| Forward Party | 1                      | Summe | Summe | 29 |